# Престольный праздник
Престо́льный пра́здник (хра́мовый пра́здник) — праздник в память события священной или церковной истории, а также святого, во имя которого освящён храм или придельный престол храма. Этот праздник отмечается прихожанами отдельного церковного прихода. Поскольку храм может быть многопридельным, то есть иметь несколько престолов, освящённых в честь разных событий или святых, то престольных праздников на одном приходе может быть несколько (по количеству престолов). В городах, особенно больших, этот праздник одновременно справляла лишь часть жителей — прихожане одной или нескольких церквей.

## У восточных славян
Другие названия: рус. храмовый, часовенный, придельный, приходской, съезжий, гулёвый праздник, престол, годовой праздник; укр. празник, храм; бел. кірмаш.
Вероятно, престольные праздники на Руси стали распространяться с XIII века. Вместе с тем среди компонентов формирования местных престольных праздников лежали не только христианские традиции почитания святого или священного события, которому посвящён храм, но и дохристианские традиции почитания культовых объектов, местные родовые и общественные праздники. Престольный праздник наряду с Пасхой считался одним из главных годовых праздников и отмечался во всех приходах, а также прихожанами городских храмов.
На храмовый праздник приглашался правящий архиерей, благочинный, духовенство и миряне из соседних приходов, губернатор, помещик, казаки для охраны порядка, многочисленные гости (в современное время приглашаются также журналисты, наряд полиции, скорой и пожарной служб). Церковный ритуал престольных праздников и в столицах, и в самых отдалённых селениях почти не отличались. В храмовые праздники на селе, после праздничной литургии, на которой стремились причаститься все присутствующие, по всем селениям прихода совершался благодарственный молебен с водосвятием, с крестным ходом, с несением хоругвей и икон так называемыми «богоносцами» из числа прихожан. Если приход был небольшим, то иконы проносили по всем деревням ещё и до литургии. В некоторых сельских приходах священник с причтом начинал ходить по домам прихожан и служить молебен перед образом храмового святого за несколько дней до праздника. В городах крестный ход после литургии совершался вокруг храма, иногда между одноимёнными храмами или из близлежащих храмов к «именному», но затем обязательно по территории прихода или вокруг неё.
В небольших городах и в сельской местности во время крестного хода окроплялись святой водой не только дома жителей и надворные постройки, но и колодцы, реки, поля, домашний скот. Там, где хозяева выставляли у ворот накрытый белой скатертью стол с приготовленной для освящения водой, служили молебен. В отдельных домах по просьбе прихожан служились молебны, за что церковный причт одаривали «кто чем мог» — продуктами, деньгами. Во многих сёлах к праздничной трапезе обычно приступали лишь после того, как в избе побывала «престольная» икона.
Обязательным считалось на храмовый праздник принять гостей — родственников, друзей, соседей. До середины XIX века храмовые праздники (часто осенью или зимой) обычно продолжались пять-семь дней, позднее продолжительность сократилась до одного-трёх дней. Но если праздник приходился на горячую страду, праздновали один день. При этом в одних сёлах празднование устраивалось с обеда до вечера, в других — с вечера до утра. В Нижегородском уезде одноимённой губернии в конце первого десятилетия XX века продолжительность престольных праздников зависела от того, на какой день недели они выпадут, так как в любом случае праздновали до конца недели.

К престольному празднику начинали готовиться заранее. Подметали все улицы и дворы. Обновляли и убирали храм: чистили оклады на иконах, подсвечники, обновляли резьбу и краску на церковной утвари, украшали храм цветами, пёстрыми ленточками (в настоящее время — воздушными шариками). В городах и в некоторых сёлах вечером накануне и в день праздника плошками с горящими факелами освещали колокольню, храм изнутри или снаружи. Всю эту работу обычно выполняли мужчины. Женщины же приводили в порядок дом, старались купить обновы для членов семьи, пекли хлеб и пироги, варили пиво. В некоторых местах варили пиво и готовили стол в складчину на всё село. Во всех семьях, ожидая гостей, закупали необходимые припасы, водку и вино, памятуя о том, что «без блинов не масленица, а без вина не праздник». Каждый стремился в меру своих возможностей сделать праздничный стол богатым, чтобы накормить вволю и напоить всех гостей. Обед готовили с раннего утра в день праздника, поэтому в церкви женщин всегда было заметно меньше, чем мужчин. 

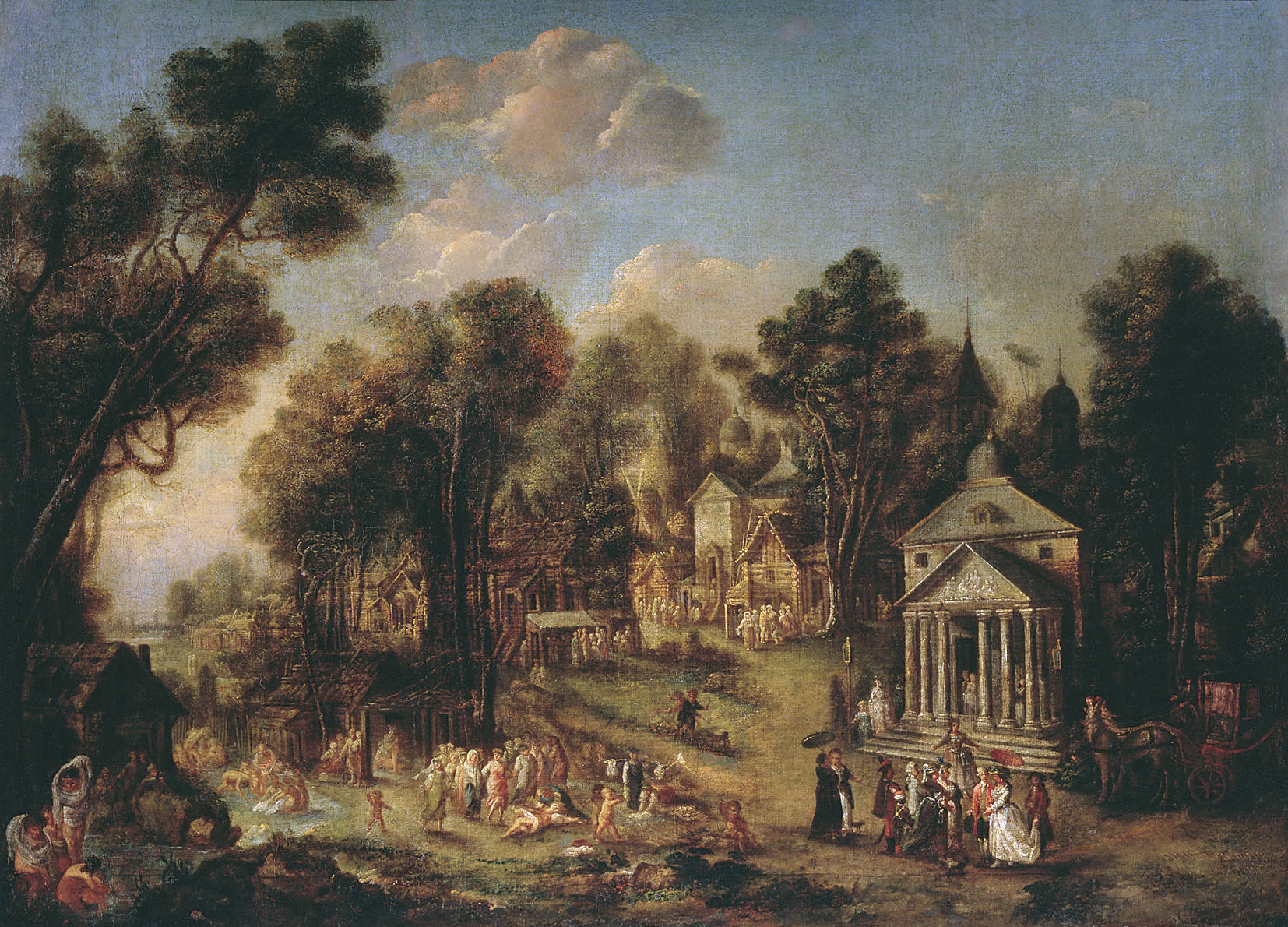
И. Танков. «Храмовый праздник» (1784).

У крестьян крепко держался обычай в престольный праздник угощать «всякого заходящего в избу» — и земляка, и прохожего, и нищего. В этот день любому гостю были рады — старались накормить и напоить от души. В городах, как правило, привечали только приглашённых гостей. Родственники и друзья обязательно ходили друг к другу в гости.
Если праздник отмечался несколькими деревнями, — то организовывался он обычно по очереди каждой деревней. В больших приходах Вологодской, Костромской, Новгородской губерний, а также в Сибири престольный праздник могли длиться одну-две недели, в течение которых праздник по установленной очереди «переходил» из одной деревни в другую. Каждое селение принимало гостей в «свой» день.
Застолье сопровождалось беседами, обменом новостями, пением, а порой и плясками. До середины XIX века значительное место в песенном репертуаре пирующих занимали духовные стихи, псалмы, тропари. На Европейском Севере и в Сибири исполнялись также былины, или, как их называли «старины». Но концу XIX — началу XX веков всюду уже пели «что кому в голову придёт».
Для храмовых праздников были характерны обильное застолье с выпивкой и послеобеденным сном, хождение пирующих по домам родственников и друзей — семьями или компаниями (молодок, парней, стариков), общественные гулянья, наподобие рождественских колядований. Разгульные пиршества и весёлые гулянья в день престола нередко вызывали нарекания со стороны церкви.
Во многих местах к престольным праздникам были приурочены базары или ярмарки, которые посещались преимущественно после обеда.
Гулянья в престольные праздники из года в год устраивались на одном и том же месте. В зависимости от условий и традиции это могли быть площадь рядом с церковью или прилегающие к ней улицы, околица, высокий берег реки или зелёный луг, загородная роща и т. п. К местам гуляний заранее стекался торговый люд со всякого рода сладостями. Особым спросом пользовались пряники, дешёвые конфеты, орехи, семечки, а также квас с изюмом. Праздничные гулянья обычно затягивались допоздна, а весной и летом кое-где продолжались до рассвета. Главным участником гуляний были неженатая молодёжь и молодожёны.
У старообрядцев престольными праздниками считались важнейшие даты христианского календаря или дни памяти святых, в которые освящались молельные дома.
В настоящее время на престольные праздники устраиваются бесплатные трапезы для всех желающих, выступления певцов, танцоров, докладчиков, демонстрации фильмов с церковной тематикой.

## У западных славян

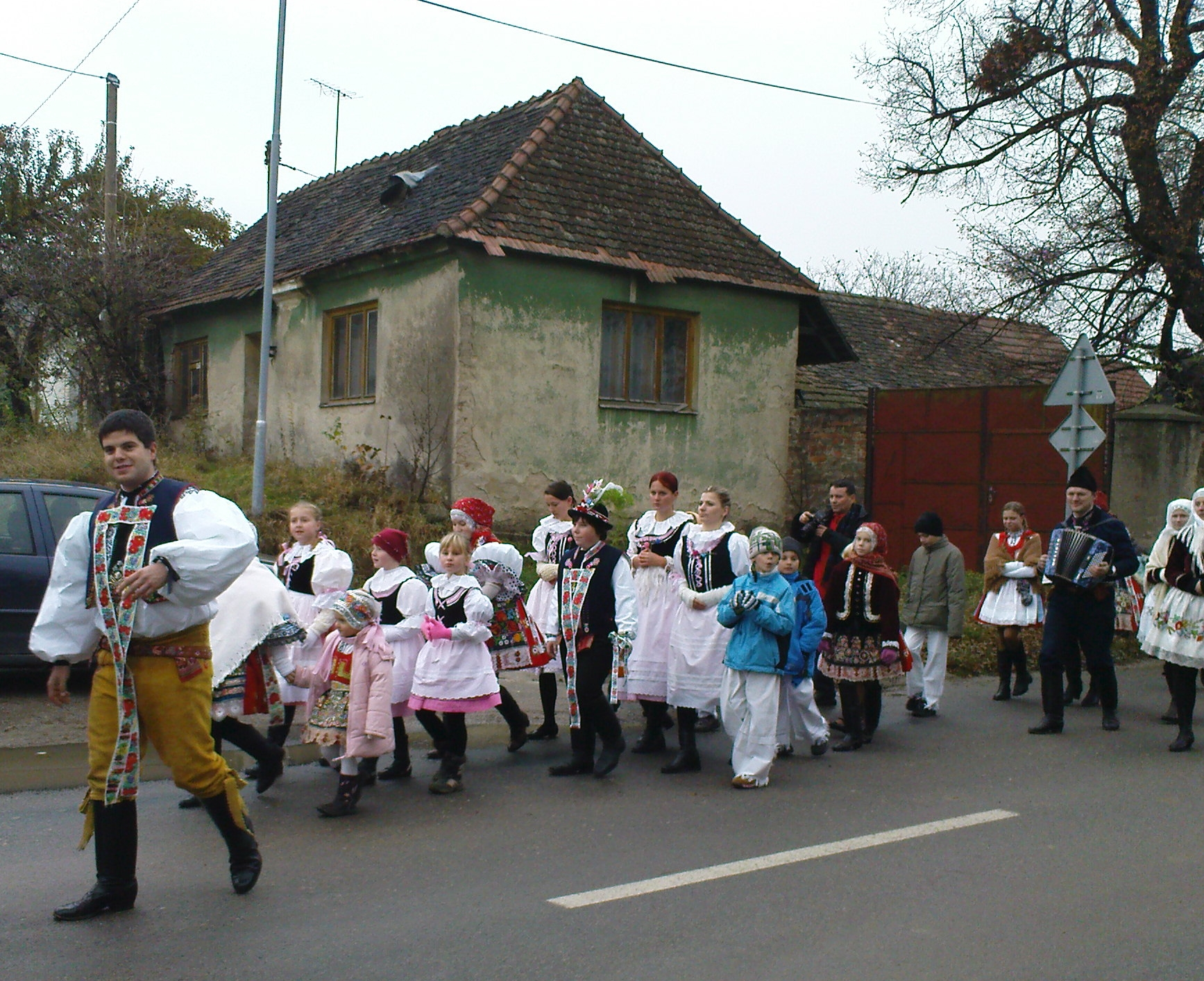
Посвицени в Моравии. Ноябрь, 2009

Посвицени (чеш. Posvícení, словац. Proščenje — «освящение», морав. Hody) — престольные праздники в Чехии, посвящённые сельскому храму и святому, которому посвящён храм. Проводятся с конца лета до адвента — в воскресенье, ближайшее ко дню святого. У каждой деревни праздник, посвящён своему храму.
Во время празднования храмовых праздников в некоторых областях сохранялись рудименты обрядов, связанных с поминовением умерших. Так, в Северо-Восточной Моравии в этот праздник обязательно ходили на кладбище, а в некоторых местах туда отправлялись торжественным шествием ещё в начале нашего века. В костёле служили особую службу по умершим.
В Моравии организацией праздничных обычаев и забав занимаются старки («старики»), которых выбирает местная молодёжь. На время праздника сельский глава передаёт им так называемое «право». Сам праздник продолжается с воскресенья до вторника: совершается литургия и молебен в храме, нередко проходит шествие в народных костюмах, гулянье под майкой, щедрое застолье, принимают гостей из других сёл. Первые дни праздника «отдают» неженатой молодёжи, а вторник — семейным.
Престольные осенние праздники сохранились до настоящего времени. Отмечают их главным образом молодёжь, которая танцует несколько ночей подряд (с пятницы и до понедельника). Религиозный характер праздника остается только в памяти старшего поколения. Сохранилась традиция съезжаться на этот праздник близких и дальних родственников со всех концов страны, особенно это наблюдается в Словакии.

## В Западной Европе

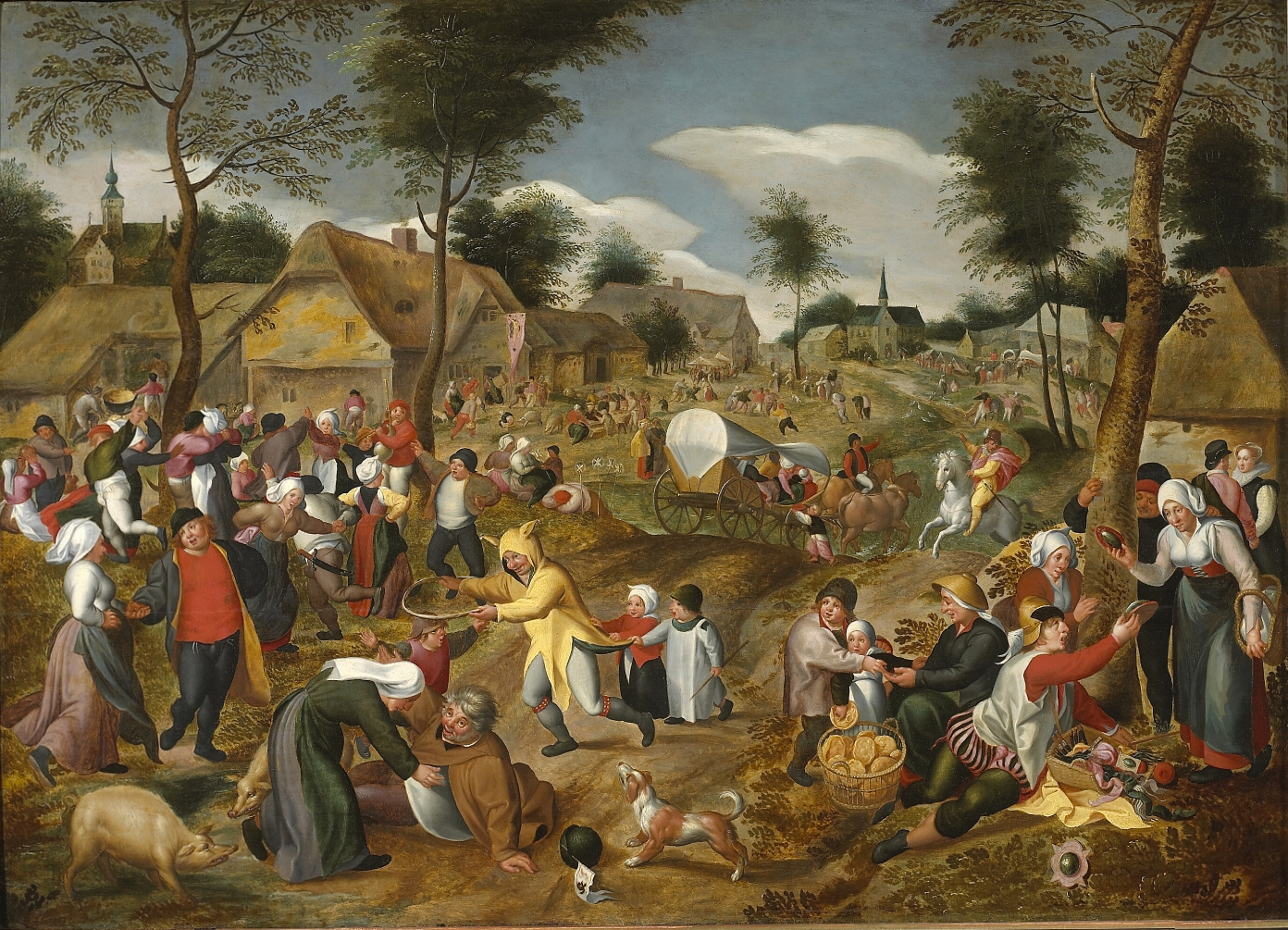
Сельская кермесса на картине Мартена ван Клеве (конец XVI века)

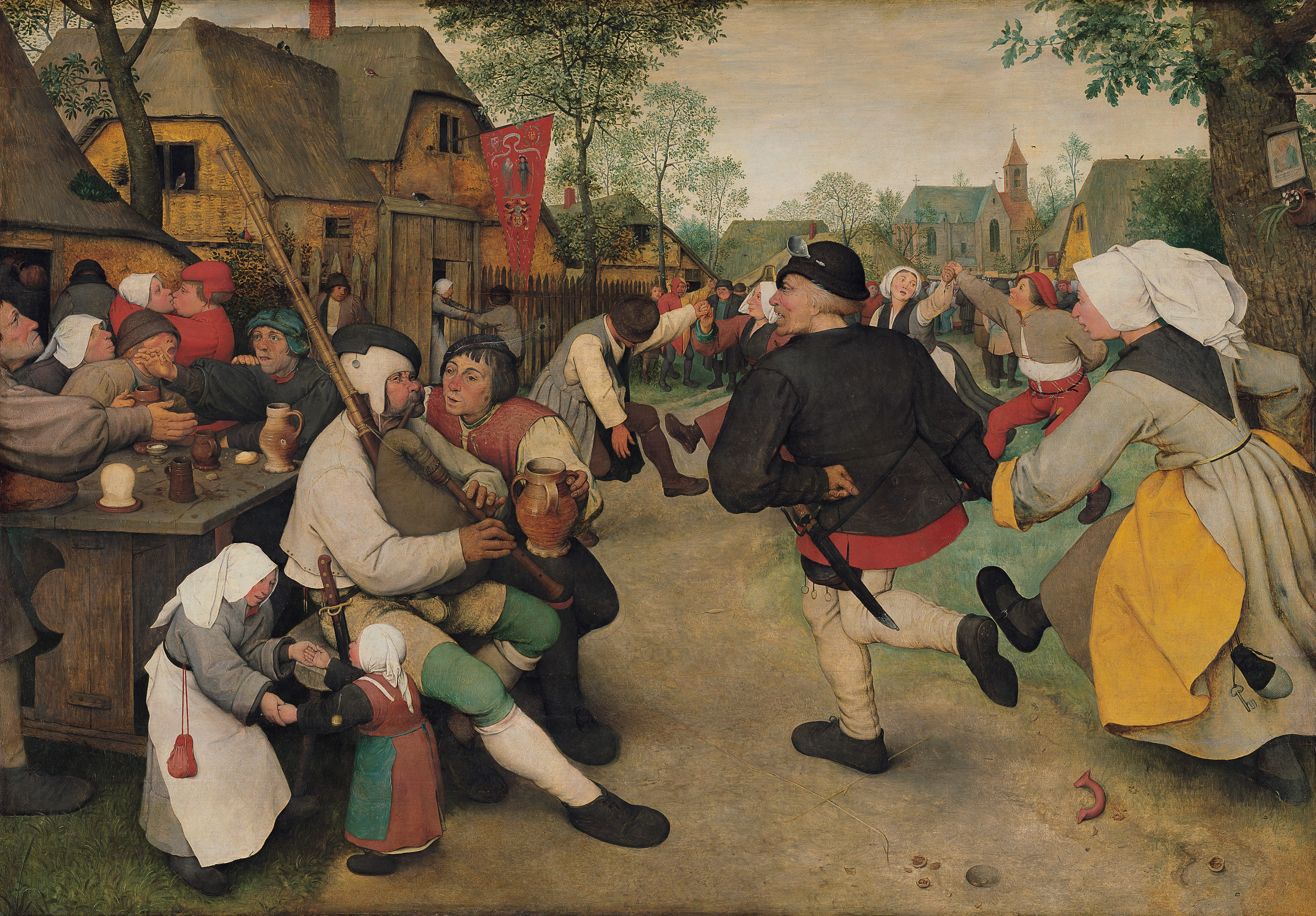
Сельский праздник на картине Брейгеля

Кирмес (нем. Кirmes, Кirchtag, Кirchweih, что переводится как «церковная месса») — немецкое название праздника или сельской ярмарки, устраиваемой в день небесного покровителя соответствующего населённого пункта. Праздник обычно длится от двух до четырёх дней: с воскресенья до среды. В первый день совершается крестный ход в церковь, а затем по деревне и по полям. Далее следовал обед, а вечером были танцы. На следующий день (дни) проводились соревнования в беге и скачках, прыгали в мешке, танцевали вокруг барана, или с флагами, проводились поединки между парнями и петушиные бои, состязались по влезанию на ярмарочное дерево (Kirmesbaum). В последний день часто устраивался маскарад, в котором участвовали «ослы», «танцующие медведи», косматый «Последний день» — Кеhraus.
Красочные празднования престольных дней на территории современных Бельгии и Люксембурга — кермессы — получили такую известность, что вошли в Список шедевров устного и нематериального культурного наследия человечества, а само слово было заимствовано многими языками. Празднование случается один или два раза в год (как правило, летом). Дюкасса в Монсе (Doudou) традиционно заканчивается получасовой инсценировкой боя Святого Георгия со змием (драконом). Брюссельские кермессы, упоминаемые в источниках со второй половины XIV века, имели не столько религиозную, сколько историческую подоплёку: сначала воспроизводили эпизоды избиения евреев, а с 1530 года напоминали о прекращении эпидемии чумы. Хотя в 1531 г. Карл V Габсбург предписал ограничить престольные празднования одним днём, в некоторых районах кермесса празднуется в течение целой недели (а то и двух).